# Westpunkt
Als Westpunkt,  oder auch Abendpunkt, wird der Punkt des Horizonts bezeichnet, der von beiden Schnittpunkten des Meridians mit dem Horizont um 90° entfernt ist und an dem die Sonne während der Tagundnachtgleiche untergeht. Er bildet somit den westlichen Schnittpunkt des Horizonts mit dem Himmelsäquator. Der Winkel zwischen Westpunkt und Untergangspunkt der Sonne, vom Beobachter aus gesehen, wird als Abendweite bezeichnet. Zur Zeit der Tagundnachtgleiche ist dieser Winkel 0°.
Gegenpunkt ist der Ostpunkt, auch Morgenpunkt genannt.